# Hăghig
Hăghig (Hongaars: Hidvég) is een Roemeense gemeente in het district Covasna.
Hăghig telt 2211 inwoners. In de volkstelling van 2011 woonden er inmiddels 2315 mensen. De bevolking van de gemeente is erg divers: 912 (39%) is Roemeens, 702 (30%) is Hongaars en 633 (27%) is Roma.